# Aedes mercurator
Aedes mercurator är en tvåvingeart som beskrevs av Dyar 1920. Aedes mercurator ingår i släktet Aedes och familjen stickmyggor. Inga underarter finns listade i Catalogue of Life.